# Lê Hồng Dũng
Lê Hồng Dũng là một sĩ quan cấp cao trong Quân đội nhân dân Việt Nam, hàm Thiếu tướng, hiện đang giữ chức Phó Chủ nhiệm Tổng cục Hậu cần

## Thân thế binh nghiệp
Năm 2012, ông được bổ nhiệm giữ chức Chủ nhiệm Cục Hậu cần Quân khu 7
Năm 2017, ông được bổ nhiệm giữ chức Phó Chủ nhiệm Tổng cục Hậu cần
Thiếu tướng (2017)